# باتريك كيتل
باتريك كيتل (بالسويدية: Patrik Kittel)‏ هو فارس سباق سويدي، ولد في 1976 في ستوكهولم في السويد.

## وصلات خارجية
- باتريك كيتل على موقع الاتحاد الدولي للفروسية (الإنجليزية)
- باتريك كيتل على موقع FEI (رابط بديل) (الإنجليزية)
- باتريك كيتل على موقع أوليمبيديا (الإنجليزية)
- باتريك كيتل على موقع اللجنة الأولمبية السويدية (السويدية)